# Gateway (musikgrupp)
Gateway var en jazztrio skapad 1975. Medlemmarna är John Abercrombie, Dave Holland och Jack DeJohnette. Bandet spelade in sitt debutalbum 1975, Gateway, och sedan Gateway 2 1977. 1995 gavs uppföljaren Homecoming och året efter In the Moment ut.
Skivorna gavs ut av skivbolaget ECM.

## Diskografi
- Gateway (1975)
- Gateway 2 (1977)
- Homecoming (musikalbum av Gateway) (1995)
- In the Moment (1997)